# Shannon Ocork
Shannon Ocork, parfois orthographié O'Cork, née le 5 octobre 1944 dans le Kentucky aux États-Unis, est une femme de lettres américaine, auteure de roman policier et de roman d'amour.

## Biographie
Elle est élevée près de Louisville. Elle obtient une bourse pour suivre des études universitaires de littérature dramatique au nord de New York puis à Boston.  Elle est quelque temps actrice de théâtre puis photographe sportif. Elle est la première femme à faire la couverture de Ring magazine.
En 1980, s'inspirant du milieu du sport dans lequel elle évolue, elle publie son premier roman Va y avoir du sport ! (Sports Freak). Elle y met en scène une jeune photographe de presse, Theresa Tracy Baldwin. Pour Claude Mesplède et Jean-Jacques Schleret « Avec ce personnage féminin, Ocork se démarque à la fois du whodunit traditionnel et du suspense psychologique devenu une spécialité des romancières américaines. (…) Même si l'intrigue reste un puzzle conventionnel, l'auteur a trouvé un ton neuf autant par son personnage principal que par le milieu sportif qu'elle décrit ». Cette série comporte deux autres romans.
Elle s'oriente ensuite vers l'écriture de romans d'amour avec en particulier Les Secrets du "Titanic" (Ice Fall) en 1988.

## Œuvre

### Romans

#### SérieTheresa Tracy Baldwin
- Sports Freak (1980)
  - Va y avoir du sport !, Série noire no 1814, (1981)
- End of the Line (1981)
- Hell Bent for Heaven (1983)

#### Autres romans
- Ice Fall (1988)
  - Les Secrets du "Titanic", Harlequin collection Grands romans no 29 (1990), rééditions Harlequin. Prestige  no 66 (1990), Harlequin Les best-sellers (1998)
- Turning Point (1988)
  - La Chambre au secret, Harlequin. Prestige  (1989)
- The Murder of Muriel Lake (1990)
- Titanic: A Love Story (1998)

### Ouvrage non fictionnel
- How to Write Mysteries: Genre Writing Series (1989)

## Sources
- Claude Mesplède, Les années "Série noire" bibliographie critique d'une collection policière, t. 4 : 1972-1982, Amiens, Encrage, coll. « Travaux » (no 25), 1995, 318 p. (ISBN 978-2-906389-63-2), p. 263-264.
- Claude Mesplède et Jean-Jacques Schleret, SN, voyage au bout de la Noire : inventaire de 732 auteurs et de leurs œuvres publiés en séries Noire et Blème : suivi d'une filmographie complète, Paris, Futuropolis, 1982 (OCLC 11972030), p. 284-285